# De fato (Minucio Felice)
Il De fato (o Contra mathematicos) è un'opera non pervenutaci scritta dall'autore cristiano Marco Minucio Felice. Di essa dà testimonianza san Girolamo:
(San Girolamo, De viris illustribus)
Lo stesso Girolamo, tuttavia, dubitava dell'autenticità del dialogo per ragioni stilistiche, nonostante ammettesse che si trattasse, come l'Octavius, di un'opera composta da un uomo colto. Ciononostante, il De fato vel contra mathematicos era stato promesso dallo stesso Minucio nell'ultima parte dell'Octavius.